# Vue d'une partie du port et des quais de Bordeaux dits des Chartrons et de Bacalan
Vue d’une partie du port et des quais de Bordeaux dits des Chartrons et de Bacalan est un tableau de Pierre Lacour réalisé entre 1804 et 1806.

## Présentation
Le tableau est une peinture à l'huile sur toile de 2,07 mètres de hauteur pour une largeur de 3,40 mètres. L'œuvre présente une vue partielle des quais de Bordeaux, dits des Chartrons et de Bacalan, centrée autour de l'Hôtel Fenwick (construit pour le négociant américain Joseph Fenwick qui est nommé diplomate par son pays à partir de 1790, ce fut au monde le premier consulat des États-Unis) et témoigne d'une activité intense dans cette partie de la ville en ce début de XIXe siècle. Le point de vue est à peu près celui que l'on aurait aujourd'hui en face de la Bourse maritime de Bordeaux.
Parmi les personnages illustrant cette scène, Pierre Lacour a intégré plusieurs de ses contemporains : la jeune fille au premier plan portant une ombrelle est sa fille, et l'homme à qui elle s'adresse est Pierre Lacour lui-même. Penché sur la barrière à leurs côtés se trouve Pierre Lacour fils.
L'œuvre est achetée par la Ville de Bordeaux en 1872 et affectée au musée d'Art ancien, l'ancêtre du musée des Arts décoratifs et du Design, à son ouverture en 1923. Ce chef-d'œuvre est aujourd'hui déposé au musée des Beaux-Arts de Bordeaux.